# 高井つき奈
髙井 つき奈（たかい つきな、1995年〈平成7年〉7月6日 - ）は、日本の女性アイドル。simpαtix（シンパティクシュ）のプロデューサー兼メンバーであり、ももいろクローバーの元メンバー、SKE48の1期生でオープニングメンバー。他グループへの提供も行う作詞家、イラストレーター。愛知県出身。
高井の姓は正しくは「はしご髙」の髙井（環境依存文字）であるが、本項では広く知られている高井と記載している。

## 略歴

### はじまり
スターダストプロモーション芸能3部の育成ユニットである3-B Jr.として芸能活動を開始。

### 2007年
後に「ももいろクローバー（現ももいろクローバーZ）」となるグループの初期イメージ「和をモチーフとしたアイドル」は、高井が日本舞踊を特技としていたことに由来する。

### 2008年
- 5月17日、川崎アゼリアにて「ももいろクローバー」として「あの空に向かって」を歌唱。この日を公式の結成日とする[5]。

この頃高井は芸能活動のため東京に転居していたが、当時中学生であったため精神的に大きな負担であった。当時芸能3部を統括し、名古屋でアイドルグループが結成される情報を得ていた藤下リョウジ常務（現社長、通称：私立恵比寿中学の理事長）は高井にこれを薦めた。
- 7月31日、SKE48第1期生オーディションに合格。
- 8月9日、ももいろクローバーを脱退。
- 夏、スターダストプロモーションを円満退社したと考えられていたが、SKE48参加はスターダストプロモーションに籍を残したままの期限付き活動であった（説明後述:2019年）。

### 2009年
- 8月5日、SKE48として1stシングル「強き者よ」でメジャーデビュー。
- 8月23日、日本武道館の「AKB104選抜メンバー組閣祭り[7]」において卒業式が行われる。AKBシングル選抜に選出経験のない姉妹グループのメンバーがAKB48の公演において卒業式が行われた唯一の例である（2009年8月時点）。[要出典]
- 8月26日、サンシャインサカエ（SUNSHINE STUDIO）にて卒業公演を行う。
- 8月31日、SKE48としての活動を終了。
- 9月4日、3B junior（旧:3-B Jr.）のグループブログに、再度スターダストプロモーションで活動することを投稿[8]。

3B juniorのイベントにたびたび出演するが、本格的な芸能活動再開には至らず。

### 2011年
- 10月1日、「モト,ももクロ祭り！〜好きなものは好き〜」開催[9]
- 10月23日、「momoフェス」にて「クリミテーションZ」消滅ライブを行う。

### 2014年
- 1月4日、「3B junior LAST LIVE "俺の藤井" 2014」において、3B junior卒業式に出演予定であったが、直前に出演キャンセルとなる[10]。

スターダストプロモーションを退社。以降フリータレントとして活動する。

### 2016年
- 2月28日、手束真知子（元SKE48、元SDN48）とともに、"180℃ ～まちぱい＆つっきーなバレンタイイベント～"[11]開催。

### 2019年
- 6月16日、アイドルグループを結成し、自身がプロデューサーを務めることを発表[12][13]。
- 9月12日、高井による完全セルフプロデュースで、アイドルグループ「simpatix（シンパティクシュ）」の結成を発表[14][15][16][17][リンク切れ]。

メンバーは
- 高井つき奈（たかい つきな）（プロデューサー兼務、元ももいろクローバー、元SKE48）
- 柚餅子みこ（ゆべし みこ）（ミスiD2016（CHEERZ賞[18]）、カレー屋「秋葉原カリガリ」元勤務）
- 可恩（かのん）（期間限定メンバー、元清 竜人25第6夫人、現Dreamy Melts（ボーカル）[19]

楽曲制作はヤマモトショウ（元ふぇのたす）。
グループ名のsimpatixの語源はハンガリー語の「SZIMPATIKUS」。
- 9月14日、CAMPFIREにてクラウドファンディングを開始[21]。
- 9月17日、SHOWROOM生配信番組『猫舌SHOWROOM「豪の部屋」』にて、SKE48参加はスターダストプロモーションに籍を残したままの期限付き活動であったことを告白[22]。
- 10月22日、渋谷ストリームホールにて、simpatixのデビューライブを開催[23]。
- 11月10日、simpatixのメンバーであった柚餅子みこが脱退[24]。
- 12月15日、寺嶋由芙主催の「寺嶋かわいいフェスティバル」に出演[25]。

### 2020年
- 2月24日、simpatixの期間限定メンバーとしてサポートをしていた可恩が、2020年3月いっぱいをもって期間満了となることを発表[26]。
- 3月8日、17日に開催予定であったライブが新型コロナウイルスの影響で中止となる。
- 3月23日、渋谷WOMBで開催された「ひみじゅのハロウィンvol.3」にて、可恩が卒業[27]。
- 4月3日、simpatixに寺嶋由芙が加入する。それに伴いグループ名をsimpatixからsimpαtixに改名する[28]。
- 4月16日、活動再開したPeronicaのアルバムにゲストボーカルとして参加[29]。
- 4月24日、アーティストの特典会配信サイトであるMeeUpにて、インターネットサイン会を開催[30]。
- 5月27日、1stシングルCD「いたいあまいキス/すきいまあいたい」発売[31]。
- 同日、「simpαtix『バーチャル・ラブストーリー』Official Music Video」公開[32]。
- 7月27日、さっきの女の子、,THECROW,元#いちごのヘタですっころ部」の「有明ゆの」生誕祭グッズにイラストを提供[33]。
- 8月29日、Twitterに「下書き」を投稿[34]。
- 9月12日、2週間ぶりにTwitterに投稿[35]。
- 9月29日、「Voidol Plugin Package - Powered by リアチェンvoice -」からsimpαtixモデルを発売[36]、楽曲「わたしの好きな声がする」楽曲コンペを開催。

## 人物
趣味はアニメと飲み歩きとアイドル鑑賞である。好きな音楽はふぇのたす、好きなアイドルは寺嶋由芙など。また、中学生の頃から糸井重里の大ファンで、出ている本は全部読んでいる。好きな酒はバーボンや明鏡止水など。アニメで好きな男性キャラクターは一十木音也。特技はデビュー以前から習っていた日本舞踊など。
simpatixの振付を担当する竹森徳芳からは「本当に有能なプロデューサーで、こだわりもあるし、コミュニケーション含め仕事はとても丁寧だし、思いやりがある」と評価される。
Twitterに自炊写真を掲載していた時期に「これは一人前の量ではないから恋人がいる」などのコメントや周りからの質問が多かったが、実際はただ一人でいっぱい食べていただけなので「何なん？」となり、それ以来は料理の写真をあまり載せていないという。

## 作品

### 他グループへ提供
- 「rdy / eN」[40][41]
- 「君と今ここから / eN」[42]

- 「終わらない約束 / elsy」[43]
- 「君の目に映るのは / elsy」[44]
- 「トドケトドケ / elsy」[45]
- イラスト / 有明ゆの（さっきの女の子、）[33]

### 参加作品
- 「kyowananinomuno」/ SOROR（2019年7月27日）- 4曲入り配信シングル[46]
- 「ノンレムSwimming (Yumemiru 2020 ver.) (feat. 高井つき奈) / Peronica （2020年4月15日）」[47]

SKE48時代の特筆すべき作品として
- 「ウィンブルドンへ連れて行って（「手をつなぎながら」公演）」（オリジナルメンバー）[48]

### AIリアルタイム音質変換ソフト
- 「Voidol」（クリムゾンテクノロジー株式会社）[49][50]

## 出演

### バラエティ
- 『方言彼女0。』（2012年10月22日・29日、テレビ埼玉、DVD）

### 映画
- 『スクールガール・コンプレックス〜放送部篇〜』（2013年8月17日）[51] - 村口アヤネ 役。

### MUSIC VIDEO
- 「クロス・ストリート」/ 上北健（2015年8月30日）
- 「君さえいなけりゃ feat. 春茶」/ コバソロ（2017年8月22日）[52]
- 「僕は君の傷になりたい」/ ドイヒロト（2019年9月2日）[53][54]

### ウェブラジオ
- 『きょうは何のむの？』（2016年3月18日 - 10月30日・2019年9月）- Podcast放送[55][56]

### ウェブテレビ
- 「猫舌SHOWROOM『豪の部屋』」（2019年9月17日、SHOWROOM）[57]